# ضعیفه
ضعیفه فیلمی به کارگردانی  و نویسندگی ناصر رفعت محصول سال ۱۳۵۱ است.

## بازیگران
- مرجان
- بوتیمار
- علی تابش
- پیمان
- محمد بانکی
- کهنمویی
- ابراهیم فخار
- اسماعیل شیرازی
- فرخ‌لقا هوشمند
- گیتی فروهر